# Creatonotos flavoabdominalis
Creatonotos flavoabdominalis är en fjärilsart som beskrevs av Bang-haas 1938. Creatonotos flavoabdominalis ingår i släktet Creatonotos och familjen björnspinnare. Inga underarter finns listade i Catalogue of Life.